# Els rentadors i font (el Molar)
Els rentadors i font és una obra del Molar (Priorat) inclosa a l'Inventari del Patrimoni Arquitectònic de Catalunya.

## Descripció
Conjunt constituït per una font coberta amb un canal de ferro i un de pedra que condueix l'aigua al safareig públic. Aquest és de planta rectangular, de tres naus, bastit de maçoneria arrebossada i pintada i cobert per dues teulades independents que deixen una obertura sobre el safareig, on vessen aigües. L'entrada pot fer-se pel costat de ponent o pel de migdia. Hi ha tres obertures a llevant, tres a migdia, tot obert a ponent i una porta i dues finestres tapiades al nord. La nau central és ocupada per dos safareigs oberts a banda i banda, amb piques de pedra i maó. L'embigat del sostre és sostingut per pilastres de maó.

## Història
Sembla que antigament hi havia hagut una bassa on es recollia l'aigua de la pluja, que era utilitzada pels molarencs per a feines de neteja. Cap al 1802- i en tot cas abans de la Guerra del Francès- es bastiren la font i el safareig o rentadors, encara utilitzables avui dia, malgrat el molt escàs ús que se'n fa.